# Zen en el arte del tiro con arco
Zen en el arte del tiro con arco es un libro publicado en 1948 escrito por el profesor de filosofía Eugen Herrigel (Alemania, 1884-1955). En él relata parte de sus experiencias y estudios en Kyūdō (una forma particular de tiro con arco japonesa) durante su estadía en Japón en la década del 1920. Se le atribuye la introducción del zen al público occidental a finales de los años 1940 y 1950.

## Origen
Herrigel fue un profesor de filosofía alemán, con especial interés en el misticismo. Entre 1924 a 1929 enseñó filosofía en Japón, y estudió Kyūdō (el arte del Arco japonés) con el maestro Awa Kenzô. Awa le enseñó kyūdō de una manera llamada Daishadokyo, considerada por algunos como "mística". Ésta era una clase de kyūdō que enfatizaba en la espiritualidad de manera diferente a la que se practicaba en el paradigma de esos años.  En 1936, Herrigel escribió un ensayo de 20 páginas sobre sus experiencias, y luego en 1948 expandió este ensayo a un libro corto. El mismo fue traducido al inglés en 1953 y al japonés en 1955.

## Libro
El libro establece cuatro teorías acerca del motor de aprendizaje. Herrigel tiene un espíritu de aceptación hacia y sobre el control inconsciente de las acciones externas en occidente, hasta ahora considerados en su totalidad de estar bajo control y dirección consciente de vigilia. Por ejemplo, una de las ideas centrales del libro es que a través de años de práctica, una actividad física puede dejar de hacerse con esfuerzo mental y físico, como si nuestro cuerpo habitualmente ejecutara movimientos complejos y difíciles sin control consciente de la mente.
Herrigel describe al Zen en el tiro con arco: 

El arquero se detiene para ser consciente de él mismo, como quien está comprometido en golpear el centro de la diana a la que se enfrenta. Este estado de inconsciencia se realiza solo cuando, completamente vacío y librado a sí mismo, se convierte en el único que tiene la perfecta habilidad técnica, y aun así hay una suerte de orden diferente que no se puede lograr por ningún estudio progresivo del arte (...)

## Influencias
Herrigel pudo haber inspirado el libro El juego interior de tenis escrito por Tim Gallwey y publicado en 1972. Tanto Herrigel como Gallwey aproximaban el deporte a la vida como oportunidad para cooperar en el aprendizaje interior. Zen en el arte del tiro con arco también relaciona al "niño interior" de la psicología humanística. Luego la literatura también discute la necesidad del equilibrio entre el "juego interior" y el "juego exterior" o el asesoramiento acerca de acceder, comunicar y colaborar con el niño interior más allá de los deportes.
El Zen en el arte del tiro con arco ha inspirado otros títulos, como el libro de Robert Pirsig El zen y el arte del mantenimiento de la moto (1974) o el de Ray Bradbury Zen en el arte de escribir (1990). Otros ejemplos son Zen y el arte del póker, Zen en el arte de tejer, Las piernas locas de Conti: zen y el arte de la competencia de comer y muchos otros.Uno de los personajes de J.D. Salinger aplica aspectos del zen en el juego de canicas de los niños.
Muchas de estas obras defienden que cualquier trabajo manual hecho con concentración puede tener una dimensión espiritual.